# جون إروين (أكاديمي)
جون إروين (بالإنجليزية: John Irwin)‏ هو أكاديمي أمريكي، ولد في 24 أبريل 1940 في هيوستن في الولايات المتحدة.